# Teodoro de Marselha

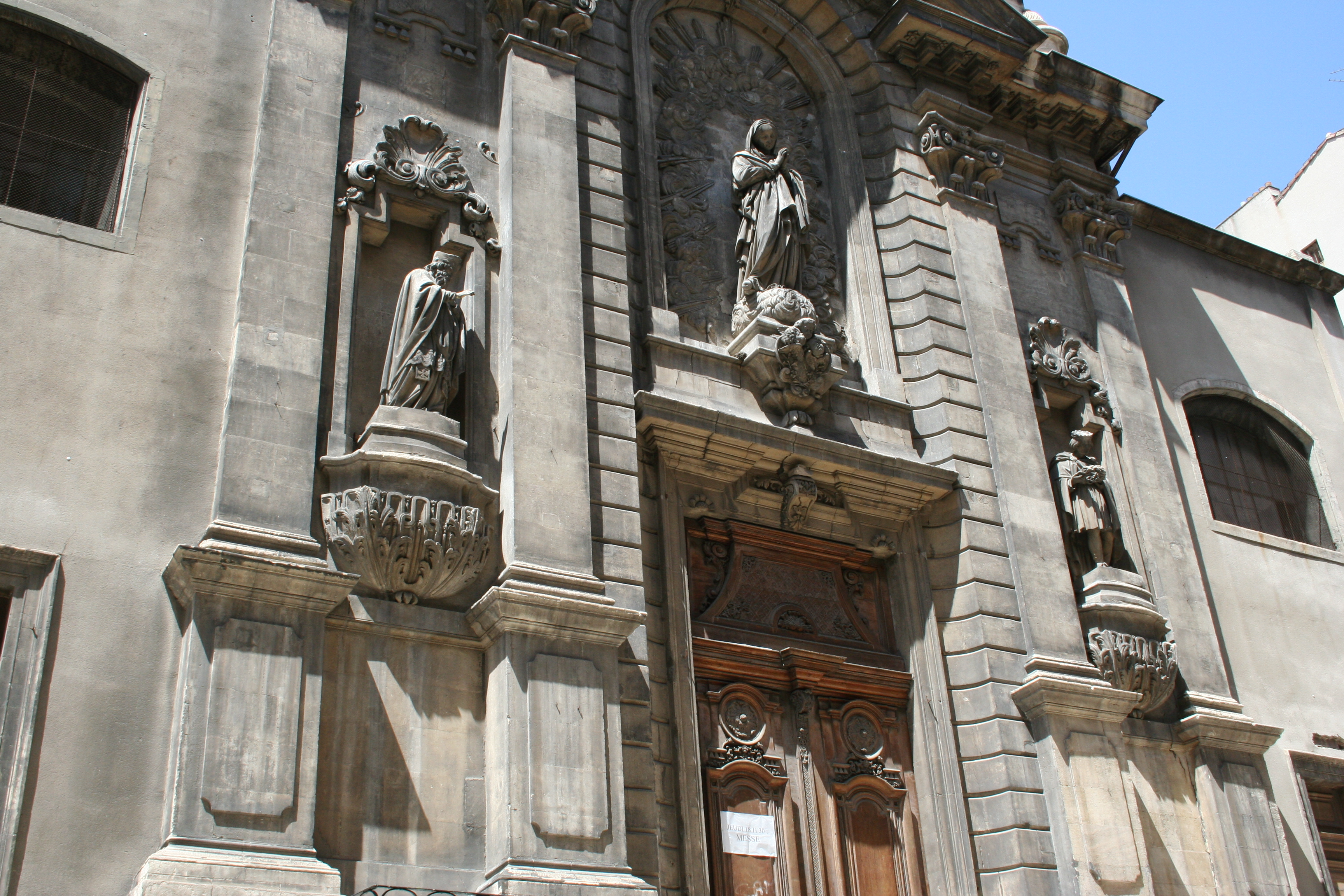
Igreja de Saint-Théodore em Marselha.

Teodoro de Marselha (Marselha, ? – ?, 594), conhecido como São Teodoro, o bispo, foi um religioso católico francês que, por ter tentado restaurar  a disciplina eclesiástica, foi condenado e perseguido pelo rei Quildeberto II, sendo levado três vezes para o exílio.